# Собор Євген Васильович
Євген Васильович Собор (1942 — ?) — молдавський радянський державний і комуністичний діяч, секретар ЦК КП Молдавії, міністр культури Молдавської РСР. Депутат Верховної Ради Молдавської РСР 10—11-го скликань. Член ЦК Комуністичної партії Молдавії.

## Життєпис
Народився в родині службовця. У 1958 році закінчив Каларашське педагогічне училище. З 1958 року працював вчителем Бардарської середньої школи Котовського району Молдавської РСР.
Закінчив Кишинівський державний університет імені Леніна.
У 1964—1974 роках — інструктор, завідувач сектора, завідувач відділу Кишинівського міського комітету ЛКСМ Молдавії; 1-й секретар Фрунзенського районного комітету ЛКСМ Молдавії; 2-й секретар, 1-й секретар Кишинівського міського комітету ЛКСМ Молдавії.
Член КПРС з 1966 року.
У 1974—1975 роках — секретар Ленінського районного комітету КП Молдавії міста Кишинева.
У 1975—1976 роках — інструктор відділу інформації і зарубіжних зв'язків ЦК КП Молдавії.
У 1976—1980 роках — 1-й секретар Ленінського районного комітету КП Молдавії міста Кишинева.
У 1980—1983 роках — секретар Кишинівського міського комітету КП Молдавії.
Закінчив Академію суспільних наук при ЦК КПРС у Москві.
У 1983—1985 роках — завідувач відділу культури ЦК КП Молдавії.
20 листопада 1985 — 28 грудня 1988 року — голова Державного комітету із кінематографії Ради міністрів Молдавської РСР.
28 грудня 1988 — 11 грудня 1989 року — міністр культури Молдавської РСР.
5 грудня 1989 — серпень 1991 року — секретар ЦК КП Молдавії з питань ідеології.
Подальша доля невідома.

## Нагороди
- ордени
- медалі